# Sperrschleuse

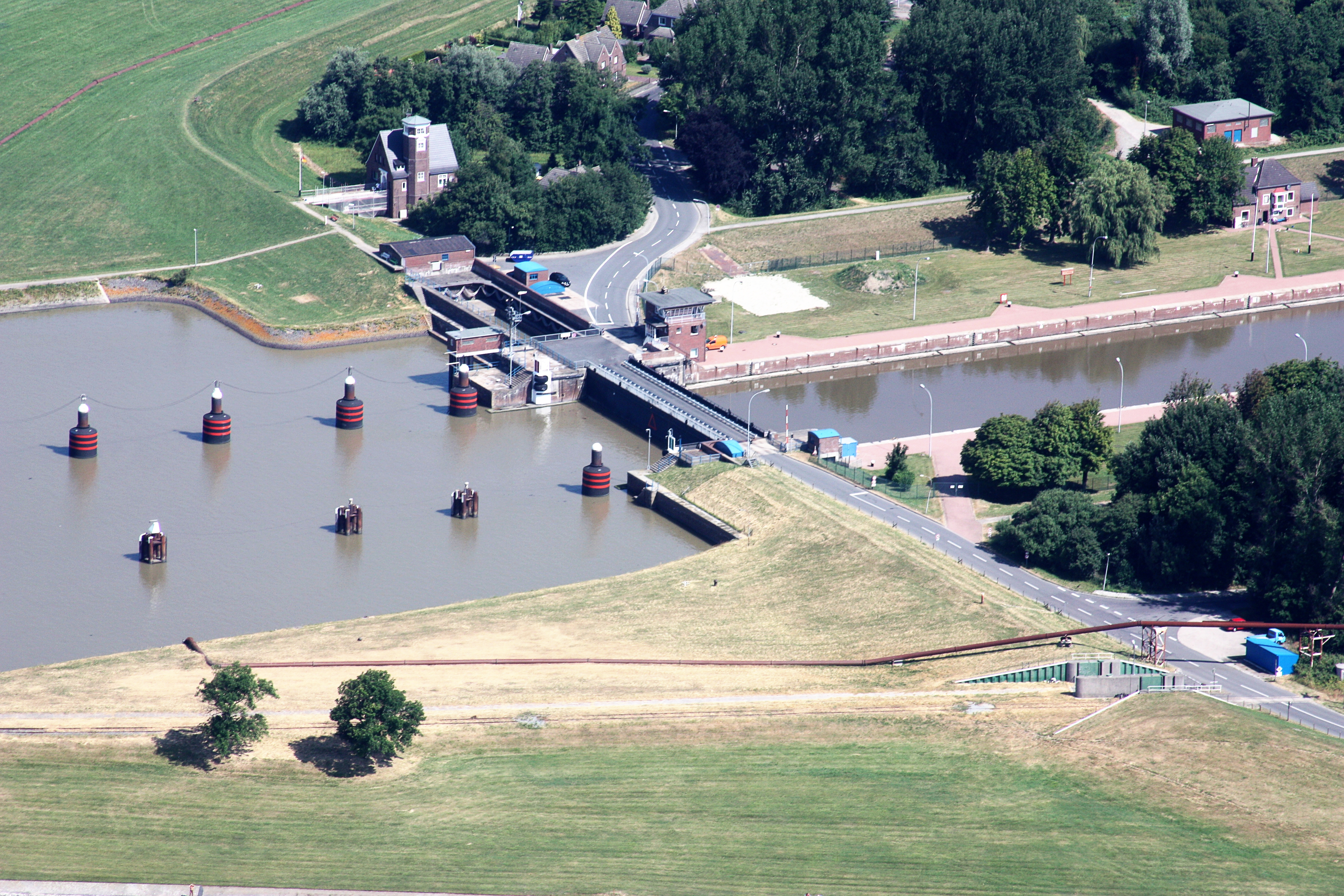
Große Seeschleuse des Emder Hafens

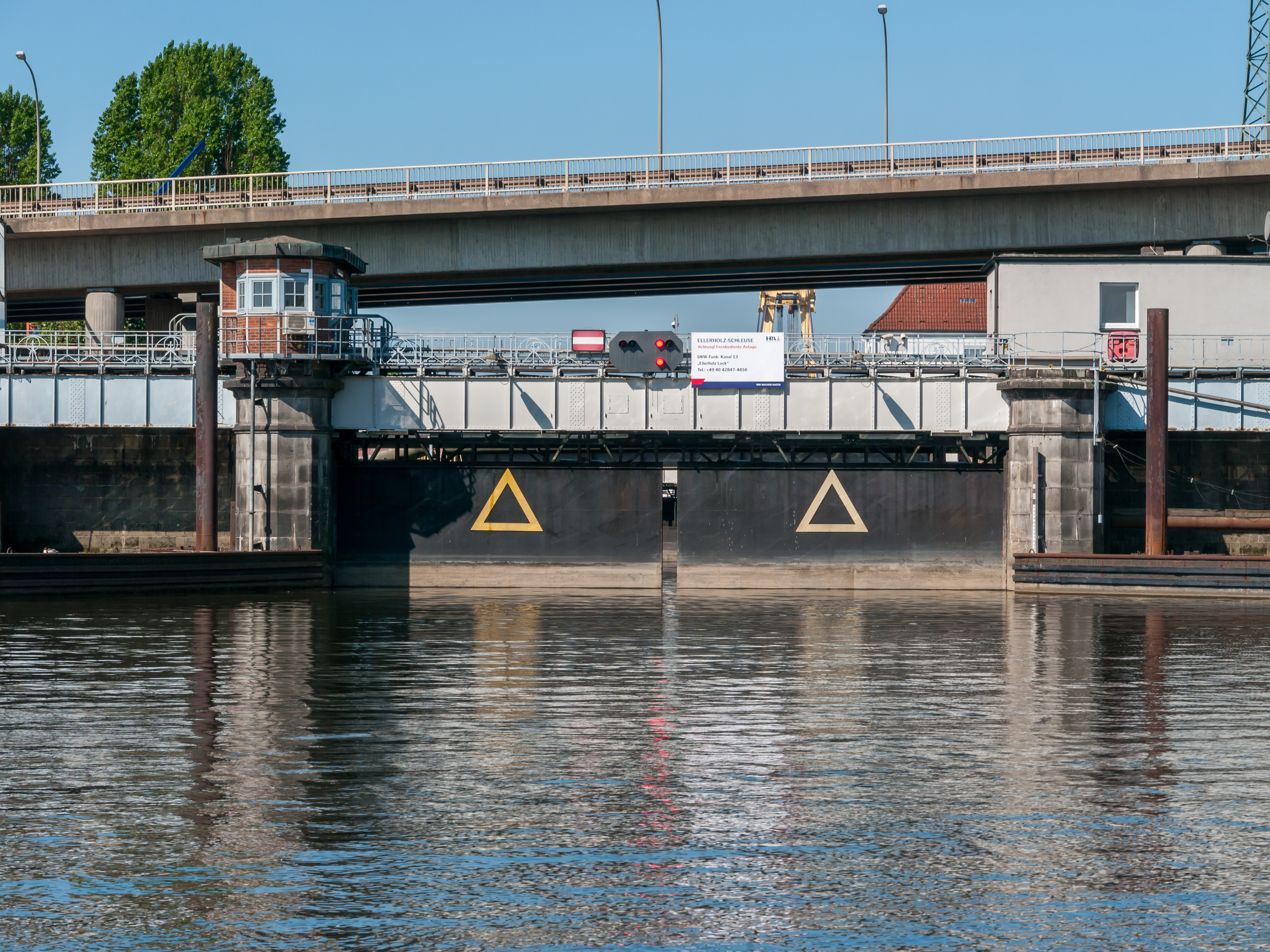
Sperrschleuse zwischen zwei Hafenbecken in Hamburg (die Tore schließen nicht ganz)

Der Begriff Sperrschleuse, auch Schutzschleuse, bezeichnet eine Kammerschleuse, die einen Hafen oder ein Gewässer mit einer bestimmten Wasserspiegelhöhe (Binnenwasserstand) gegen zeitweilig höhere Außenwasserstände absperren oder schützen soll. Bei ausgespiegeltem Binnen- und Außenwasserstand entfällt die Schleusenfunktion, die Tore sind geöffnet. Die Sperrschleuse findet Verwendung im Tidebereich an Seehäfen und an Einmündungen von Schifffahrtskanälen in Flüsse mit zu erwartendem Hochwasser. Die Sperrschleuse ist fast immer in Deiche und Dämme eingebunden und gewährleistet so den Hochwasserschutz oft tieferliegender Hinterlandgebiete.

## Beispiele

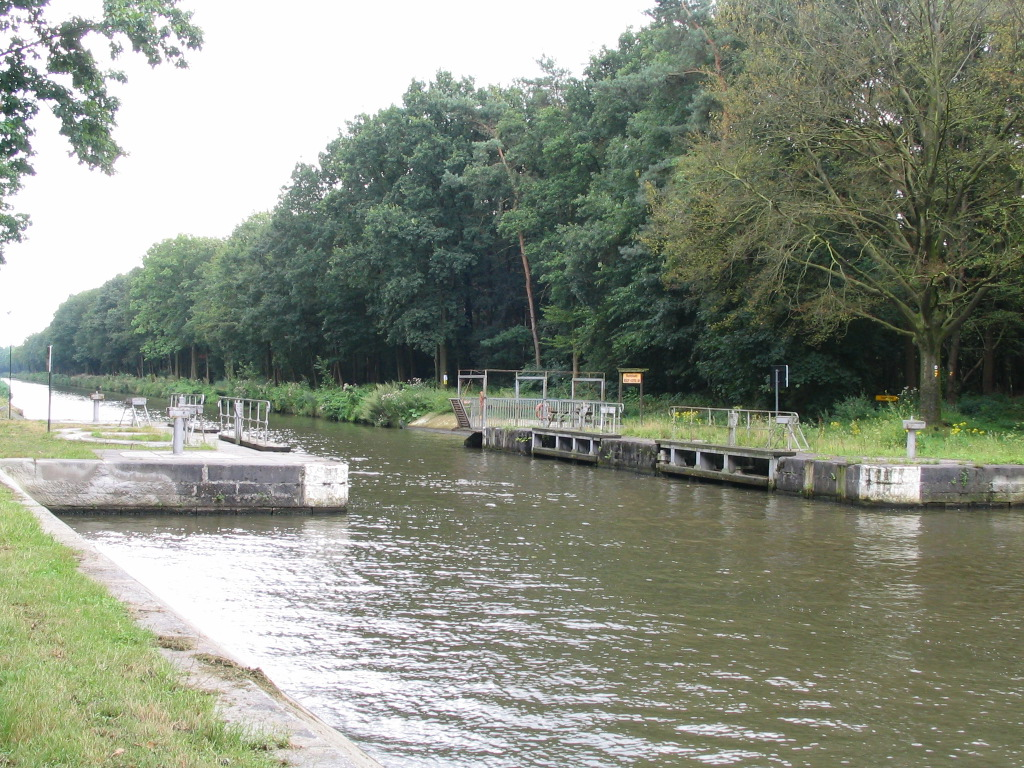
Sperrschleuse am Dessel–Turnhout–Schoten-Kanal bei Ravels (Belgien)

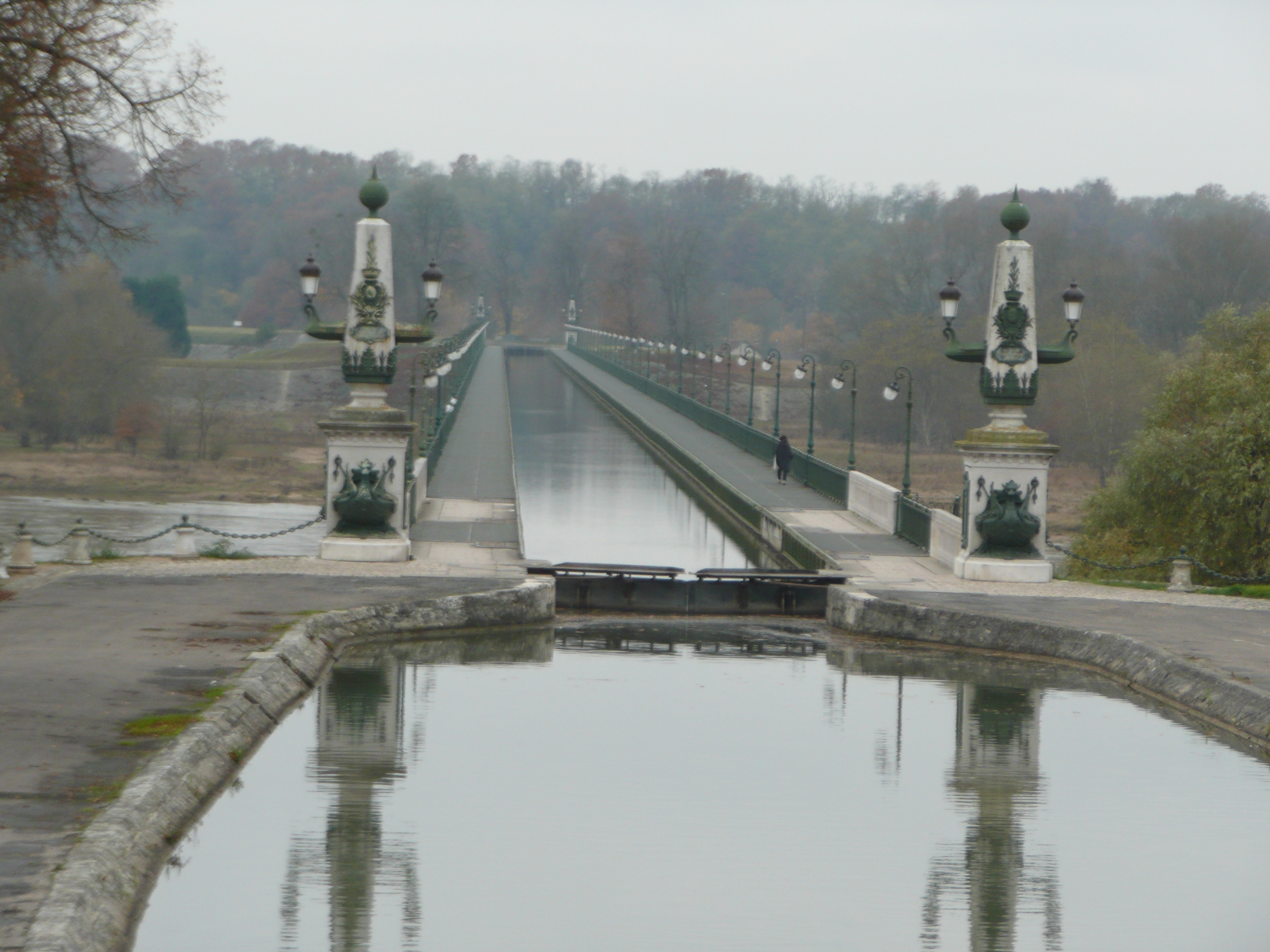
Kanalbrücke Briare mit geschlossenen Sperrschleusen

Die Große Seeschleuse des Emder Hafens mit zwei Schiebetoren, die beidseitig dichten. Ein Beispiel für die Verwendung an Binnenschifffahrtsstraßen ist die Sperrschleuse Hanekenfähr des Dortmund-Ems-Kanals (DEK-km 140,68) bei Lingen-Hanekenfähr mit zwei Hubdrehtoren, die auch einzeln als Hochwassersperrtor dienen können. Hier benutzt der DEK ein kurzes Stück der Ems; um die anschließende Kanalhaltung vor Hochwasser der Ems zu schützen und so im Kanal die Durchfahrtshöhe unter Brücken zu gewährleisten, tritt die Sperrschleuse in Aktion. Die gleiche Funktion kann die Schleuse Dörpen bei extremem Ems-Hochwasser ausüben zum Schutz des Küstenkanals. Ebenso kann die Schleuse Niegripp mit beidseitig dichtenden Hubtoren bei extremem Hochwasser der Elbe zum Schutz des Elbe-Havel-Kanals und der Orte am Kanal diese Funktion ausüben.
Eine andere Bedeutung hat der Begriff bei Schleusen, deren beide Enden über einen längeren Wasserweg miteinander verbunden sind und keine unterschiedlichen Wasserstände haben können. Diese Sperrschleuse kann keinen Höhenunterschied herstellen, sondern verhindert einen unerwünschten Wasserstrom. So verhindert die Rugenberger Schleuse im Hamburger Hafen, dass der Wasserstrom der Süderelbe durch den Waltershofhafen fließt, stellt aber für Schiffe diese kurze Fahrmöglichkeit her.
Aufgabe der beiden Sperrschleusen des den Maas-Schelde-Kanal mit dem Albert-Kanal verbindenden Dessel–Turnhout–Schoten-Kanals in Belgien ist, im Fall eines Deichbruchs durch Schließen der Tore das Wasser zu halten.